# Bùi Thanh Quyến
Bùi Thanh Quyến (sinh 1956) là một chính khách Việt Nam. Ông nguyên là Bí thư Tỉnh ủy, Chủ tịch Hội đồng nhân dân tỉnh Hải Dương.

## Thân thế sự nghiệp
Ông sinh ngày 1 tháng 8 năm 1956, quê quán tại xã Ninh Thành, huyện Ninh Giang, tỉnh Hải Dương. Ông vào Đảng Cộng sản Việt Nam ngày 09/3/1975. Là Bí thư Tỉnh ủy Hải Dương từ 17/12/2005 - 2015, đại biểu Quốc hội Việt Nam khóa XIII, thuộc đoàn đại biểu Hải Dương.
Từ ngày 8/12 - 10/12/2015, Hội đồng nhân dân tỉnh Hải Dương khóa XV, nhiệm kỳ 2011-2016 đã tổ chức kỳ họp thứ 10, miễn nhiệm chức vụ Chủ tịch Hội đồng nhân dân tỉnh khóa XV đối với ông Bùi Thanh Quyến, nguyên Bí thư Tỉnh ủy Hải Dương khóa XV, nhiệm kỳ 2011-2015.

## Tranh cãi về gia đình
Việc con trai ông Quyến, Bùi Thanh Tùng sinh năm 1980, được bầu làm phó giám đốc Sở Lao động Thương binh và Xã hội tỉnh Hải Dương khi mới 30 tuổi, xây một dinh thự trên một khu đất rộng 4.152 m2 bị cho là có nhiều cây gỗ quý hàng trăm năm tuổi, gây nhiều tranh cãi.
Ông Tùng phân trần rằng, số tiền bỏ ra là tiền mồ hôi, nước mắt, xuất phát từ trí tuệ, vận động cá nhân chứ không phải là dựa dẫm vào bất kỳ ai, vào mối quan hệ nào.
UBKT Trung ương vào cuộc thanh tra, kiểm tra về mức độ vi phạm, đã chứng nhận ông Tùng đầu tư hơn 4 tỷ đồng để nhận đất. Tuy nhiên, việc chuyển 500m2 đất nuôi trồng thủy sản sang sử dụng vào mục đích đất ở khi chưa được cấp có thẩm quyền phê duyệt quy hoạch, kế hoạch sử dụng đất là không đúng quy định tại Điều 31, Luật Đất đai năm 2003. Qua kiểm tra, các cơ quan chức năng đã xác định các loại đá, cây trồng, cây cảnh, non bộ trong khuôn viên không thuộc loại đá quý, bán quý; không có loại cây thuộc danh mục cây rừng nguy cấp, quý, hiếm. Ủy ban cũng khuyến cáo ông Bùi Thanh Quyến cần rút kinh nghiệm và tự phê bình nghiêm túc việc chưa thường xuyên, khuyên bảo, giáo dục con trai tự giác, gương mẫu chấp hành đầy đủ các quy định của Luật đất đai.
Con rể Lê Hồng Diên (s. 1981) được bầu làm Chủ tịch Ủy ban nhân dân huyện Tứ Kỳ, Bí thư Huyện ủy Tứ Kỳ (nhiệm kỳ 2010 - 2015). Ngày 21/8/2015, tiếp tục được bổ nhiệm giữ chức vụ Phó Giám đốc Sở kế hoạch đầu tư tỉnh Hải Dương.

## Khen thưởng
Huân chương Độc lập hạng Nhì (2016).